# Dendrometrinae
Sous-famille
Les Dendrometrinae sont une sous-famille au sein de la famille des élatéridés. Elle comprend trois tribus :
- Dendrometrini Gistel, 1856
- Dimini Candèze, 1863
- Prosternini Gistel, 1856

## Liste des genres
- Arachnodima Candèze, 1893
- Arctapila Candèze 1891
- Campylomimus Müller, 1960
- Carterelater Calder, 1996
- Corystelater Calder, 1996
- Crepidomenus Erichson, 1842
- Dicteniophorus Candèze, 1863
- Dima Charpentier, 1825
- Doloporus Candèze, 1887
- Drymelater Calder, 1996
- Enischnelater Calder, 1996
- Glypheus Candèze, 1859
- Litotelater Calder, 1996
- Microdesmes Candèze, 1882
- Miwacrepidius Ohira, 1962
- Mucromorphus Ohira, 1962
- Neboisselater Calder, 1996
- Paracrepidomenus Schwarz, 1906
- Pseudocrepidophorus Dolin, 1988
- Rousia Calder, 1996
- Stichotomus Candèze, 1863
- Tyiwiphila Calder, 1996
- Wardulupicola Calder, 1996
- Actenicerus Kiesenwetter, 1858
- Aganohypoganus Ôhira, 1966
- Amychus Pascoe, 1876
- Anostirus C. G. Thomson, 1859
- Anthracalaus Fairmaire, 1888
- Aphileus Candèze, 1857
- Aplotarsus Stephens, 1830
- Asymphus Sharp, 1885
- Calamboganus Gurjeva, 1989
- Calambus C.G.Thomson, 1859
- Caleodinus Candèze, 1900
- Chrostus Candèze, 1878
- Corymbitodes Buysson, 1904
- Ctenicera Latreille, 1829
- Dacnitus Sharp, 1908
- Eanus LeConte, 1861
- Elatichrosis Hyslop, 1921
- Hapatesus Candèze, 1863
- Hypoganomorphus Dolin & Kurcheva, 1975
- Hypoganus Kiesenwetter, 1858
- Itodacnus Sharp, 1885
- Lingana Neboiss, 1960
- Liotrichus Kiesenwetter, 1858
- Luzonicus Fleutiaux, 1916
- Metanomus Buysson, 1887
- Neopristilophus Buysson, 1894
- Orithales Kiesenwetter, 1858
- Oxylasma Broun, 1881
- Paraoedostethus Van Dyke, 1932
- Paraphotistus Kishii, 1966
- Parinus Sharp, 1877
- Perissarthron Hyslop, 1917
- Poemnites Buysson, 1894
- Prosternon Latreille, 1834
- Pseudanostirus Dolin, 1964
- Psorochroa Broun, 1886
- Selatosomus Stephens, 1830
- Toorongus Neboiss, 1957
- Zeaglophus Broun, 1895
- Alcimathous Reitter, 1905
- Athous Eschscholtz, 1829
- Crepidophorus Mulsant & Guillebeau, 1853
- Diacanthus Reitter, 1905
- Harminius Fairmaire, 1852
- Hemicrepidius Germar, 1839
- Isidus Mulsant & Rey, 1874
- Megathous Reitter, 1905
- Pheletes Kiesenwetter, 1858
- Stenagostus C.G.Thomson, 1859
- Cidnopus C.G.Thomson, 1859
- Elathous Reitter, 1890
- Limoniscus Reitter, 1905
- Limonius Eschscholtz, 1829
- Nothodes Leconte, 1861
- Solskyana Dolin, 1978
- Denticollis Piller & Mitterpacher, 1783
- Odontoderus Schwarz, 1894